# ウネバサミ一輝
ウネバサミ 一輝（ - かずき、1983年3月8日 - ）は、日本の俳優である。楠本柊生主宰の劇団第14帝國においては、五十嵐大輝中佐。シザーブリッツ代表。

## 人物
山口県出身。読者モデルを経て俳優となる。身長170cm、体重54kg、靴のサイズ26.5cm。シザーブリッツ企画・製作の舞台のプロデュースも担当している。

## 出演作品

### 映画
- 「パプリカと傘」タクヤ役（2011年11月シネカラの明日は我が身にて上映）
- 「ラブコール」主演・榎木タカヒロ役（2011年公開）

### 舞台
- 「ParkParkShow」（2008年10月・青山円形劇場）
- 「マカロン〜真夏論」（2009年7月 - 8月・新宿村LIVE）
- 「ソウガ」（2009年10月・全労済ホールスペース・ゼロ）
- 「デイドリーム」（2009年12月・シアターグリーンBASE THEATER）※24日の日替わりゲストとして出演
- 「宇宙エレベーターガール」（2010年4月,東京芸術劇場 小ホール2）
- 「空飛ぶツチノコ」（2010年5月・中野ザ・ポケット）※シークレットキャストとして出演
- 「THE KIDS」（2010年8月・下北沢：本多劇場）
- 進戯団夢命クラシックス#10 project傀儡「ku-gu-tu/カイライ」（2010年12月22日-26日、新宿シアターモリエール） - シュバルツ 役
- ザ・デッド・エンド（2011年6月、新宿シアターモリエール）
- 劇団K助「オムニー3 〜遅刻しただけで15万も取んの!?〜」（2011年8月31日-9月4日、野方区民ホール）
- ザ・デッド・エンド（2011年10月26日-30日、銀座博品館劇場）
- 劇団K助「オムニー5 〜ノンストップバスって…停まんねーじゃんよ!!2012春〜」（2012年4月5日-8日、野方区民ホール）
- 東京探偵団「PI〜つかこうへい熱海殺人事件より〜」（2012年6月15日-17日、高田馬場ラビネスト）
- アポロ5「オーバースマイル」（2012年12月19日-23日、シアターモリエール）